# Jody Hull
Jody Hull, född 2 februari 1969, är en kanadensisk ishockeytränare och före detta professionell ishockeyforward.
Han som spelare tillbringade 16 säsonger i den nordamerikanska ishockeyligan National Hockey League (NHL), där han spelade för Hartford Whalers, New York Rangers, Ottawa Senators, Florida Panthers, Tampa Bay Lightning och Philadelphia Flyers. Hull producerade 371 poäng (132 mål och 239 assists) samt drog på sig 173 utvisningsminuter på 758 grundspelsmatcher. Han spelade också för Binghamton Whalers, Binghamton Rangers, Grand Rapids Griffins och Binghamton Senators i American Hockey League (AHL); Orlando Solar Bears i International Hockey League (IHL) och Peterborough Petes i Ontario Hockey League (OHL).
Hull draftades av Hartford Whalers i första rundan i 1987 års draft som 18:e spelare totalt.
Efter den aktiva spelarkarriären har han arbetat för Peterborough Petes (OHL), Kanadas herrjuniorlandslag och Niagara Icedogs (OHL).

## Statistik
| 1984–1985  | Cambridge Winter Hawks | MWJHL      | 38  | 13  | 17  | 30  | 39  | —  | —  | —  | —  | —  |
| 1985–1986  | Peterborough Petes     | OHL        | 61  | 20  | 22  | 42  | 29  | 16 | 1  | 5  | 6  | 4  |
| 1986–1987  | Peterborough Petes     | OHL        | 49  | 18  | 34  | 52  | 22  | 12 | 4  | 9  | 13 | 14 |
| 1987–1988  | Peterborough Petes     | OHL        | 60  | 50  | 44  | 94  | 33  | 12 | 10 | 8  | 18 | 8  |
| 1988–1989  | Hartford Whalers       | NHL        | 60  | 16  | 18  | 34  | 10  | 1  | 0  | 0  | 0  | 2  |
| 1989–1990  | Hartford Whalers       | NHL        | 38  | 7   | 10  | 17  | 21  | 5  | 0  | 1  | 1  | 2  |
|            | Binghamton Whalers     | AHL        | 21  | 7   | 10  | 17  | 6   | —  | —  | —  | —  | —  |
| 1990–1991  | New York Rangers       | NHL        | 47  | 5   | 8   | 13  | 10  | —  | —  | —  | —  | —  |
| 1991–1992  | New York Rangers       | NHL        | 3   | 0   | 0   | 0   | 2   | —  | —  | —  | —  | —  |
|            | Binghamton Rangers     | AHL        | 69  | 34  | 31  | 65  | 28  | 11 | 5  | 2  | 7  | 4  |
| 1992–1993  | Ottawa Senators        | NHL        | 69  | 13  | 21  | 34  | 14  | —  | —  | —  | —  | —  |
| 1993–1994  | Florida Panthers       | NHL        | 69  | 13  | 13  | 26  | 8   | —  | —  | —  | —  | —  |
| 1994–1995  | Florida Panthers       | NHL        | 46  | 11  | 8   | 19  | 8   | —  | —  | —  | —  | —  |
| 1995–1996  | Florida Panthers       | NHL        | 78  | 20  | 17  | 37  | 25  | 14 | 3  | 2  | 5  | 0  |
| 1996–1997  | Florida Panthers       | NHL        | 67  | 10  | 6   | 16  | 4   | 5  | 0  | 0  | 0  | 0  |
| 1997–1998  | Florida Panthers       | NHL        | 21  | 2   | 0   | 2   | 4   | —  | —  | —  | —  | —  |
|            | Tampa Bay Lightning    | NHL        | 28  | 2   | 4   | 6   | 4   | —  | —  | —  | —  | —  |
| 1998–1999  | Philadelphia Flyers    | NHL        | 72  | 3   | 11  | 14  | 12  | 6  | 0  | 0  | 0  | 4  |
| 1999–2000  | Philadelphia Flyers    | NHL        | 67  | 10  | 3   | 13  | 4   | 18 | 0  | 1  | 1  | 0  |
|            | Orlando Solar Bears    | IHL        | 1   | 0   | 0   | 0   | 0   | —  | —  | —  | —  | —  |
| 2000–2001  | Philadelphia Flyers    | NHL        | 71  | 7   | 8   | 15  | 10  | 6  | 0  | 0  | 0  | 4  |
| 2001–2002  | Ottawa Senators        | NHL        | 24  | 2   | 2   | 4   | 6   | 12 | 1  | 1  | 2  | 2  |
|            | Grand Rapids Griffins  | AHL        | 3   | 2   | 1   | 3   | 2   | —  | —  | —  | —  | —  |
| 2002–2003  | Ottawa Senators        | NHL        | 70  | 3   | 8   | 11  | 14  | 2  | 0  | 0  | 0  | 0  |
| 2003–2004  | Ottawa Senators        | NHL        | 1   | 0   | 0   | 0   | 0   | —  | —  | —  | —  | —  |
|            | Binghamton Senators    | AHL        | 32  | 1   | 9   | 10  | 6   | 2  | 0  | 0  | 0  | 0  |
| NHL totalt | NHL totalt             | NHL totalt | 831 | 124 | 137 | 261 | 156 | 69 | 4  | 5  | 9  | 14 |
| AHL totalt | AHL totalt             | AHL totalt | 125 | 44  | 51  | 95  | 42  | 13 | 5  | 2  | 7  | 4  |
| OHL totalt | OHL totalt             | OHL totalt | 170 | 88  | 100 | 188 | 84  | 40 | 15 | 22 | 37 | 26 |

### Internationellt
| Källa:        | Källa:        | Källa:        |         | Utv = Utvisningsminuter | Utv = Utvisningsminuter | Utv = Utvisningsminuter | Utv = Utvisningsminuter | Utv = Utvisningsminuter |
| År            | Lag           | Mästerskap    | Matcher | Mål                     | Assists                 | Poäng                   | Utv                     |                         |
| ------------- | ------------- | ------------- | ------- | ----------------------- | ----------------------- | ----------------------- | ----------------------- | ----------------------- |
| 1988          | Kanada        | JVM           | 7       | 2                       | 1                       | 3                       | 2                       |                         |
| Junior totalt | Junior totalt | Junior totalt | 7       | 2                       | 1                       | 3                       | 2                       |                         |